# Yéo Jennifer
Jennifer Koloh Yéo (née le 21 mai 1995 à Abidjan en Côte d'Ivoire), est une reine de beauté ivoirienne, élue Miss Côte d'Ivoire 2014,,.